# Emmanuel Macron
Emmanuel Jean-Michel Frédéric Macron (Amiens, 21 de dezembro de 1977) é um político, funcionário público e banqueiro francês, atual presidente do seu país. Macron estudou filosofia na Universidade de Paris X - Nanterre, concluiu um mestrado em políticas públicas no Instituto de Estudos Políticos de Paris, e depois se formou na Escola Nacional de Administração em 2004. Em seguida, passou a trabalhar na Inspeção-Geral de Finanças antes de se tornar um sócio do banco Rothschild.
Membro do Partido Socialista entre 2006 e 2009, foi nomeado secretário-geral adjunto da Presidência da República por François Hollande em 2012, e se tornou ministro da economia em 2014 no governo Valls. Como ministro, apoiou reformas pró-empresariado. Ele saiu do governo em agosto de 2016 para lançar sua candidatura à presidência na eleição de 2017, a qual anunciou oficialmente em novembro de 2016, poucos meses após fundar seu próprio partido político, o Renascimento. Durante a campanha presidencial, Macron dizia-se disposto a harmonizar “eficiência” – reformas econômicas liberais que dinamizassem a economia francesa – com “justiça” – manutenção do Estado de bem-estar social e apoio a medidas consideradas progressistas, tal como o casamento igualitário.
Em 7 de maio de 2017, foi eleito Presidente da França com 66,10% dos votos, derrotando a candidata de extrema-direita Marine Le Pen. Uma semana depois, foi empossado como o 25.º presidente francês, e ao fazê-lo se tornou o presidente mais jovem da história da França. Macron foi reeleito em abril de 2022 para um novo mandato de cinco anos.

## Início de vida e educação
Emmanuel Macron nasceu em Amiens em 21 de dezembro de 1977, sendo filho de Jean-Michel Macron, professor de neurologia da Universidade de Picardia, e da médica Françoise Macron-Noguès. Macron tem dois irmãos, Laurent, nascido em 1979 e Estelle, nascida em 1982. O primeiro filho de Françoise e Jean-Michel nasceu morto.
Macron estudou na escola jesuíta de Amiens, tendo boas notas, até ser enviado por seus pais para estudar seu último ano do ensino secundário em Lycée Henri-IV, de Paris. Criado em uma família não religiosa, foi batizado como católico romano, a seu próprio pedido, aos 12 anos, embora atualmente se considere agnóstico.
Macron não foi aprovado nas provas de admissão da Escola Normal Superior de Paris, e então matriculou-se na Universidade de Paris X - Nanterre, onde recebeu um Diploma de Estudos Avançados na área da filosofia. Sua dissertação de conclusão abordou o limite e a noção do bem comum nos pensamentos de Georg Hegel e Nicolau Maquiavel.
Dando continuidade aos seus estudos, obteve um mestrado em políticas públicas pelo Instituto de Estudos Políticos de Paris; enquanto estudou nesta instituição, foi assistente do filósofo Paul Ricœur. Em 2002, foi admitido na Escola Nacional de Administração, graduando-se em 2004.

## Carreira profissional

### Inspetor financeiro
Em 2004, Macron juntou-se a equipe da Inspeção-Geral de Finanças (filial do Ministério da Economia e Finanças da França), tornando-se um dos protegidos de Jean-Pierre Jouyet, diretor da instituição. Ele trabalhou em tarefas relacionadas ao desenvolvimento de pesquisas, a distribuição da carga tributária entre as gerações, a equidade intergeracional e a carga tributária.
Em 2006, Laurence Parisot ofereceu a ele o cargo de diretor administrativo da Mouvement des Entreprises de France, a maior federação de empregadores da França, mas Macron recusou o cargo.
Em agosto de 2007, foi nomeado vice-relator da Comissão para a Libertação do Crescimento Francês, cujos membros eram indicados pelo presidente Nicolas Sarkozy. Sua passagem pela comissão, chefiada pelo influente economista Jacques Attali, permitiu-lhe relacionar-se com personalidades de grandes empresas privadas europeias e, como resultado, foi contratado em 2008 pelo banco de investimentos Rothschild. Em 2008, Macron pagou cinquenta mil euros para romper seu contrato com o governo e se tornar um banqueiro no Rothschild.

### Banqueiro
Em 2010, Macron tornou-se sócio do Rothschild & Cie Banque na França. Sua primeira responsabilidade no Rothschild & Cie Banque foi auxiliar na aquisição da Cofidis pelo Crédit Mutuel Nord Europe.
O período de Macron como banqueiro foi curto, porém intenso. No início de 2012, conduziu uma das maiores negociações do ano, a aquisição de uma filial da Pfizer pela Nestlé. A transação, estimada em 12 bilhões de euros, fez com que se tornasse um milionário.
Macron estabeleceu um relacionamento com Alain Minc, um empresário do conselho de supervisão do Le Monde. Uma das razões pela Macron foi promovido a sócio do banco de investimentos Rothschild foi seu trabalho na recapitalização do Le Monde e na aquisição pela Atos da Siemens IT Solutions and Services.
Em fevereiro de 2012, ele assessorou o empresário Philippe Tillous-Borde, CEO do Avril Group.
No período em que foi sócio-gerente do banco, até 2012, Macron indicou ter ganho 2 milhões de euros, recebendo um total de 3,3 milhões de euros entre 2009 e 2013. Em 2012, entretanto, declarou possuir apenas 200 mil euros. Ele deixou o Rothschild & Cie Banque em 2012 para iniciar sua carreira política.

## Carreira política
Macron foi um membro ativo do Movimento de Cidadãos por quase dois anos, porém enquanto filiado a este nunca se candidatou a nenhum cargo público. Enquanto estudou no Instituto de Estudos Políticos de Paris, fez um estágio no escritório de Georges Sarre, prefeito do 11.º arrondissement de Paris. Macron votou para Jean-Pierre Chevènement no primeiro turno da eleição presidencial de 2002 e, após a eleição daquele ano transformar-se em um segundo turno com apenas candidatos da direita, ele afirmou acreditar que a derrota do socialista Lionel Jospin era explicada pela incapacidade da esquerda em conseguir um discurso firme sobre questões de segurança. Macron integrou o Partido Socialista de 2006 a 2009.
Macron conheceu François Hollande em 2006 através de Jean-Pierre Jouyet. Durante a eleição presidencial de 2007, fez parte do grupo Gracques, um think tank social liberal que pregava a renovação da esquerda francesa, e apelou por uma aliança entre Ségolène Royal e François Bayrou. Em meados daquele ano, Macron tentou obter a indicação do Partido Socialista para concorrer nas eleições parlamentares em Picardia. No entanto, os socialistas de Picardia recusaram-se a o escolherem como candidato. Esta derrota, combinada com a vitória de Sarkozy na eleição presidencial, encorajou-o a dar uma reviravolta em sua carreira.
Em 2007, enquanto era apoiado pela maioria dos comerciantes de Le Touquet-Paris-Plage, Macron recusou-se a concorrer nas eleições municipais e enfrentar o candidato da União por um Movimento Popular. Em 2010, embora não houvesse sido um membro ativo do Partido Socialista no ano anterior, recusou o convite da UMP para se tornar o vice-chefe de gabinete do primeiro-ministro François Fillon. Em 2011, aproximou-se do círculo de François Hollande, a quem apoiou nas prévias presidenciais socialistas.

### Secretário-geral adjunto da Presidência da República
Em maio de 2012, Macron aceitou a oferta feita por Hollande, o novo presidente da França, que o convidou para ser o secretário-geral adjunto da Presidência da República, tendo funções consultivas em matérias econômicas e financeiras e auxiliando o secretário-geral Pierre-René Lemas. O jornalista Nicolas Prissette observou que "nas primeiras semanas, o secretário-geral adjunto de 34 anos chamou a atenção do microcosmo: jovem, espirituoso, atípico, não muito de esquerda... os jornais dedicaram-lhe artigos. Ele está mais interessado em caráter do que o secretário-geral [...]."
Macron mostrou suas habilidades tecnocráticas como arquiteto do plano de Hollande para baixar impostos corporativos para aumentar a competitividade e criar empregos. Ele também moldou o Pacto de Responsabilidade e Solidariedade, apresentado pelo presidente em dezembro 2013 e focado em aumentar a competitividade da economia. Macron envolveu-se de forma muito ativa nos bastidores, em várias reuniões internacionais de alto nível, particularmente os encontros da União Europeia e do G20.

### Ministro da Economia

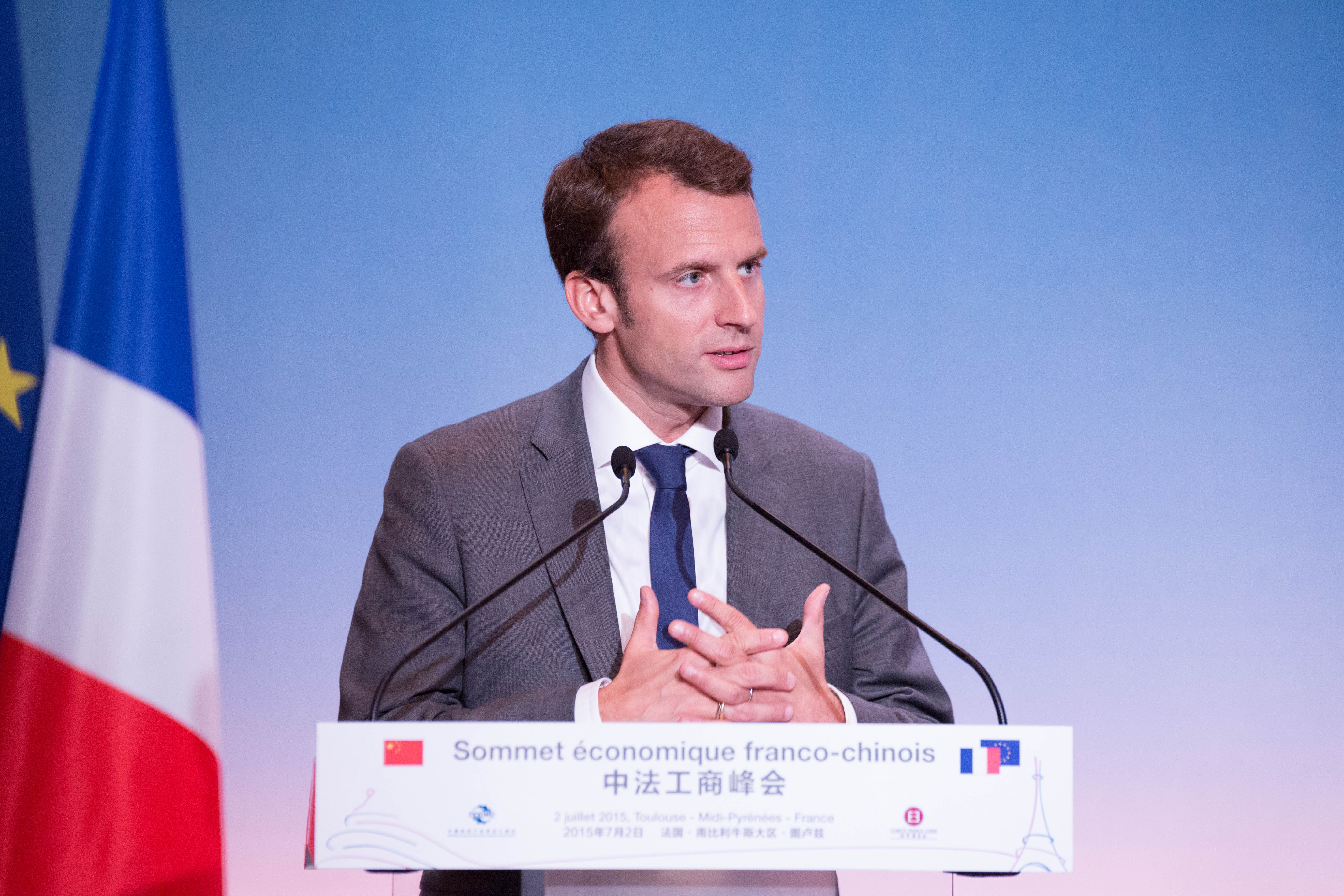
Macron durante conferência econômica em Toulouse, em 2 de julho de 2015.

Em 15 de julho de 2014, Macron demitiu-se de seu cargo como secretário-geral adjunto, tendo planos de voltar para a iniciativa privada. Um mês depois, no entanto, aceitou o cargo de ministro da economia, indústria e assuntos digitais no novo governo de Manuel Valls.
Em dezembro de 2014, apresentou perante o Conselho de Ministros um projeto de lei voltado ao crescimento e oportunidades econômicas iguais, também chamado de "Lei Macron", que tinha como objetivo "destravar a economia francesa" e incluía a liberalização do código de trabalho. Com receio de não conseguir a maioria necessária para aprovar o projeto, o governo recorreu ao artigo 49 do parágrafo 3 da Constituição, que permitiu a aprovação do projeto sem uma votação.
Macron esteve na vanguarda de reformas favoráveis aos negócios. Ele manteve publicamente discordâncias sobre algumas medidas do governo, e sua permanência como ministro foi seriamente ameaçada em janeiro de 2016, quando opôs-se veementemente a um projeto de lei apresentado por Valls. Macron começou a conceber planos para seu próprio futuro político e, em abril de 2016, fundou seu próprio partido, o Em Marcha!.

### Candidatura presidencial em 2017

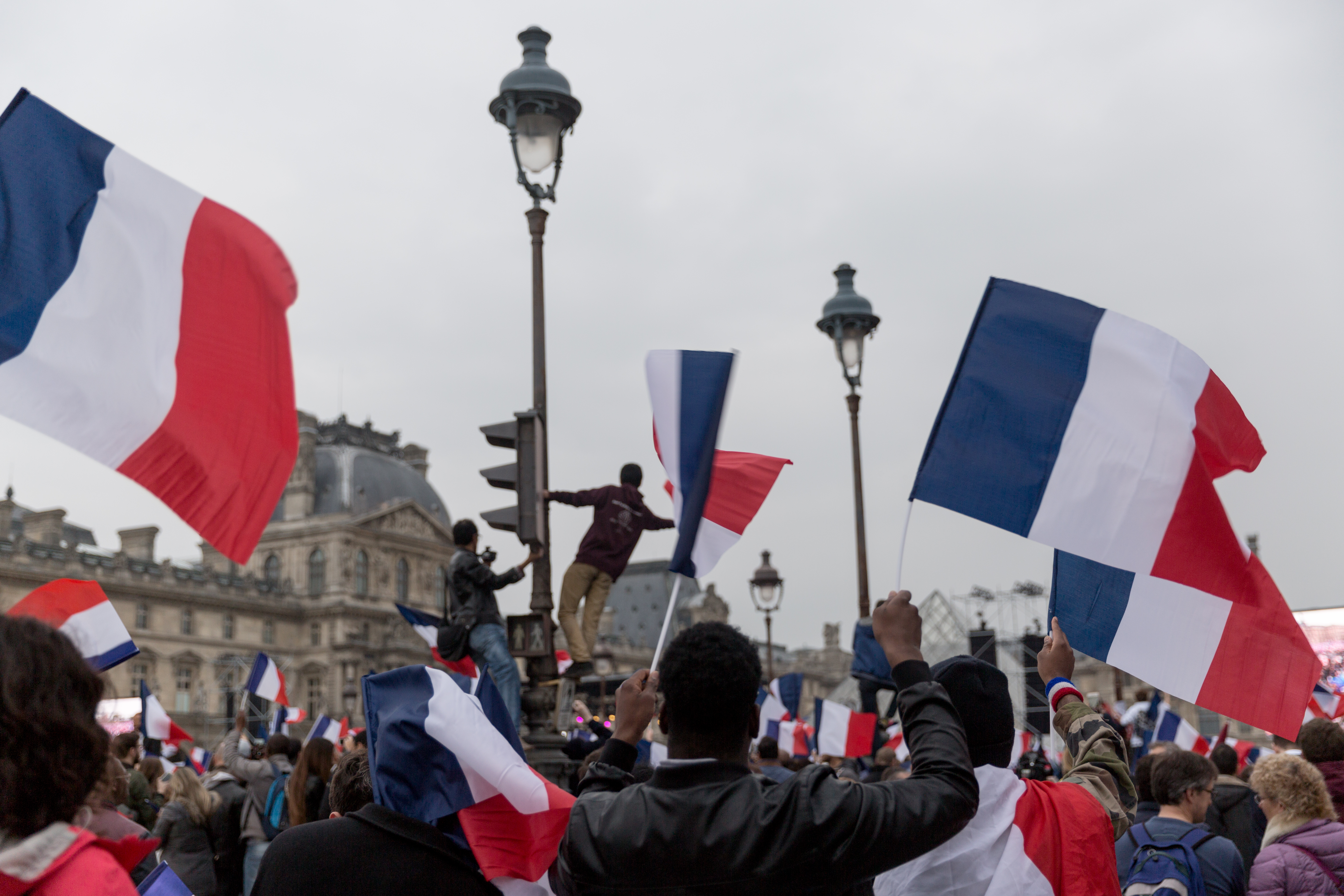
Eleitores comemoram vitória de Macron no Louvre em 7 de maio.

Macron deixou o governo em 30 de agosto de 2016, poucos meses após fundar o Em Marcha!, um partido político progressista. Em 16 de novembro de 2016, anunciou formalmente sua candidatura à presidência após meses de especulação. Em seu discurso de anúncio, pediu uma "revolução democrática" e prometeu "desbloquear a França". Macron acumulou uma ampla gama de apoiadores, garantindo endossos de François Bayrou e muitos políticos socialistas, como Valls, mas também um número significativo de políticos centristas e da centro-direita.[carece de fontes?]
Macron advogava em favor do livre-mercado, da redução do défice das finanças públicas e de refugiados. Foi descrito como eurófilo e federalista, enquanto ele se descreveu como "nem pro-europeu, eurocéptico nem federalista no sentido clássico", classificando seu partido como "a única força política pró-européia na França".
A 7 de maio de 2017, ganhou com 65,8% dos votos o 2ª turno das eleições presidenciais francesas face a Marine Le Pen.

### Presidente da França
Macron se tornou presidente em 14 de maio e escolheu Édouard Philippe como o novo primeiro-ministro. Nas eleições legislativas do mês seguinte, seu partido e aliados de Macron conseguiram uma confortável maioria, ganhando 350 dos 577 assentos.
Uma vez empossado presidente, Macron afirmou que pretendia passar um pacote de reformas nas áreas de ética pública, leis trabalhistas, impostos e segurança. Em agosto de 2017, uma lei anticorrupção proposta pela presidência passou no Senado, embora tenha sido altamente contestada devido a sua constitucionalidade. Macron, durante a campanha, prometeu lutar contra o nepotismo. Mesmo assim, uma vez eleito, tentou dar um cargo para sua esposa no seu gabinete, mas a pressão popular o forçou a recuar.

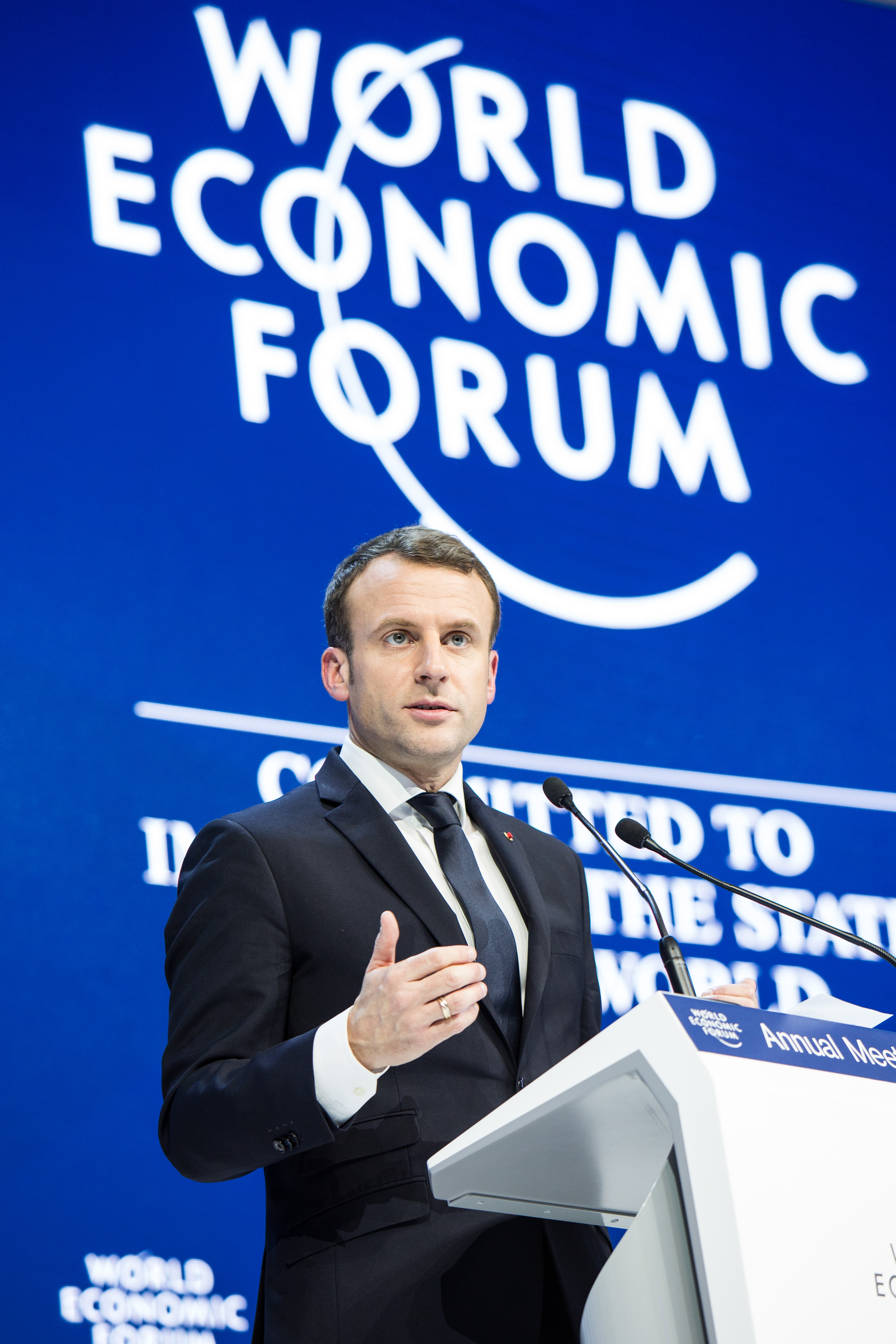
Emmanuel Macron, como presidente da França, discursando no Fórum Econômico Mundial, 22 de agosto de 2018.

Como presidente, Macron tentou alterar as leis trabalhistas, tornando-as mais flexíveis e tirando poderes dos sindicatos. Também queria tornar mais difícil para empresas contratarem mão-de-obra barata do leste europeu ao invés de franceses nativos. Macron afirmou que as mudanças nas leis trabalhistas miravam gerar emprego e impulsionar a economia. Os grandes sindicatos e uma boa parcela dos trabalhadores se opuseram as reformas, realizando protestos em várias cidades. Em agosto, o Senado aprovou as reformas do presidente de afrouxar as leis trabalhistas. Entre as mudanças, estavam uma lei que dava mais flexibilidade para empresas admitirem e demitirem funcionários e reduzia o número de situações em que um empregado poderia exigir pagamento de compensação caso demitido sem justa causa. O governo afirmou que o impacto da lei foi positivo, com o desemprego reduzindo em 1,8% em um ano.
Ainda em questões internas, Macron afirmou que pretendia ver a língua corsa reconhecida pela constituição, em meio a um crescente movimento separatista na Córsega. Anunciou, ainda, que pretendia "reorganizar" a religião islâmica na França, para aumentar sua integração com o restante da população e coloca-los dentro do conceito de Laïcité francês ("Estado laico"), o que ele afirma ser melhor para a coesão e estabilidade nacional. Na economia, para estabilizar as contas públicas, Macron anunciou uma série de cortes orçamentários e medidas de austeridade. No setor de defesa, o corte de € 850 milhões gerou inquietação nos militares. O general Pierre de Villiers, chefe do Estado-Maior, renunciou após vazarem áudios onde ele, enfurecido, xingou a situação. O general François Lecointre o substituiu como comandante do exército. Na área de impostos, Macron afirmou que os baixaria. Ele disse que, junto com o corte de gastos, isso equilibraria o orçamento e viabilizaria o crescimento econômico desejado. Ao fim de 2017, anunciou um programa de "demissão voluntária" para servidores públicos.
Com relação a imigração, afirmou que a crise migratória na Europa estaria levando a uma crise política no continente e que a tendência seria piorar. Disse que pretendia simplificar e agilizar as leis de admissão de refugiados e também as de deportação. Ainda afirmou que pretendia construir melhores habitações para tais refugiados e migrantes.
No âmbito externo, teve choques com os Estados Unidos quando estes, liderados pelo presidente Donald Trump, saíram do Acordo nuclear com o Irã e do Acordo Climático de Paris. Condenou os testes com armas nucleares da Coreia do Norte, tachou o governo de Nicolás Maduro na Venezuela como uma "ditadura" e afirmou que combater o terrorismo islâmico na França e pelo mundo era uma de suas prioridades.
Em maio de 2017, se encontrou com Vladimir Putin no Palácio de Versalhes e exortou por maior cooperação na luta contra o grupo terrorista ISIS. Em 14 de abril de 2018, como uma retaliação pelo suposto Ataque químico de Douma, Macron ordenou um ataque militar aeronaval contra o regime Assad na Síria, coordenando a ação com os Estados Unidos e o Reino Unido.
Como é comum para presidentes na França, Macron começou seu governo com a popularidade em alta, atingindo um índice de aprovação de 64% dois meses após ser empossado. Estes números, porém, foram declinando com o tempo. Em setembro de 2017, sete em cada dez franceses afirmavam que o presidente estava respeitando suas promessas de campanha, embora a maioria afirmava que suas políticas eram "injustas". Em setembro de 2018, a popularidade do seu governo havia despencado para 31%, enquanto 64% afirmavam desaprovar sua administração. Em dezembro de 2018, sua popularidade despencou novamente, para 25%, em meio aos grandes protestos populares do movimento chamado de os "coletes amarelos". Segundo analistas, as manifestações contra Macron foram uma resposta as políticas de reforma fiscal propostas por seu governo, que desagradaram vários setores da sociedade, mais enfaticamente a classe trabalhadora e os movimentos sindicais.
Em 2023, Emmanuel Macron aprovou uma reforma controversa das pensões que aumentou a idade de reforma dos trabalhadores de 62 para 64 anos. Embora o índice de popularidade do Presidente francês seja de apenas 22%, milhões de pessoas manifestam-se contra esta lei.
A 27 de fevereiro de 2025, foi agraciado com o grau de Grande-Colar da Ordem da Liberdade, de Portugal.

## Visões políticas
No geral, Macron é visto como um centrista. Alguns observadores o qualificam como um social liberal, enquanto outros o descrevem como um social democrata. Durante seu tempo no Partido Socialista Francês, ele pertencia a ala centrista do movimento, cujas políticas eram descritas como de "terceira via", uma visão normalmente associada a políticos como Bill Clinton, Tony Blair e Gerhard Schröder.

## Vida pessoal

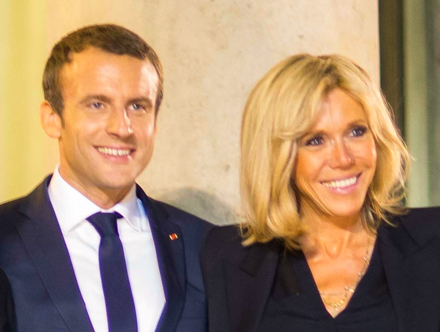
Emmanuel e Brigitte Macron, em julho de 2017.

Macron é casado com Brigitte Trogneux, que é 24 anos mais velha que ele e era sua professora em Amiens. O casal se conheceu quando Macron tinha 15 anos de idade e era aluno de Brigitte, mas eles se tornaram oficialmente um casal quando ele completou 18 anos.
Seus pais inicialmente tentaram dividir o casal ao enviá-lo a Paris para terminar o último ano de colégio, pois achavam que sua juventude tornava esta relação inapropriada. Eles, entretanto, permaneceram juntos e casaram-se em 2007. O casal vive com os três filhos de Trogneux de seu casamento anterior.
Seu padrinho foi Henry Hermand, um empresário que emprestou 550 mil euros a Macron para a compra de seu primeiro apartamento em Paris, quando este era inspetor de finanças. Hermand também deixou Macron usar alguns de seus escritórios na Avenue des Champs Élysées, em Paris, para seu movimento "En marché". Hermand era visto por parte da mídia francesa como mentor de Macron.
Ele também é pianista, tendo estudado piano por dez anos em sua juventude, ele diz gostar do trabalho dos compositores Schumann e Liszt. Macron também esquia, joga tênis e gosta de boxe. Além de seu francês nativo (língua materna), Macron também fala fluentemente inglês.
Um fã do futebol, Macron é um torcedor do clube francês Olympique de Marseille. Durante a Copa do Mundo de 2018, ele esteve presente na semifinal entre a França e a Bélgica com o Rei belga Filipe e a rainha Matilde. Na final da mesma Copa do Mundo, na qual participaram a Croácia e a França, Macron sentou-se e comemorou ao lado da presidente croata Kolinda Grabar-Kitarović. As celebrações, reações e interações de Macron com a presidente croata chamaram a atenção da mídia internacional, elevando ligeiramente os índices de aprovação de ambos os líderes. Fotos de Macron comemorando a vitória da França se tornaram virais nas mídias sociais, com imagens dele em pé em uma mesa, beijando o troféu da Copa do Mundo e chovendo abraçando jogadores franceses circulando pela imprensa internacional.